# Chiptuning

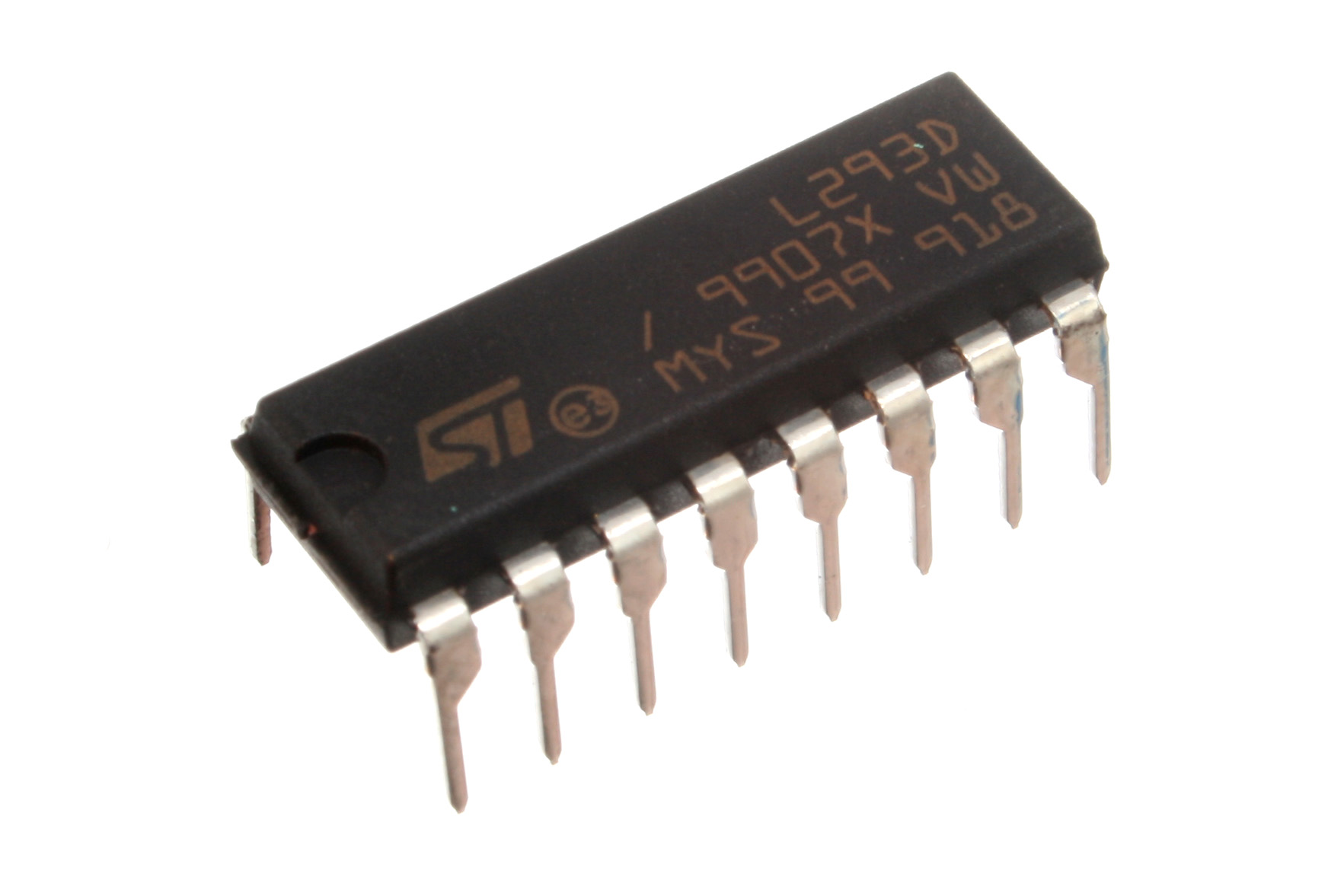
Przykładowy układ scalony (chip)

Chiptuning – tuning elektroniczny sterownika silnika mający na celu zwiększenie mocy silnika oraz jego maksymalnego momentu obrotowego. Zazwyczaj odbywa się to poprzez zmiany w dawkowaniu paliwa, ustawieniach układu zapłonowego lub turbosprężarki. Wykorzystuje się w tym celu rezerwy mechaniczne i termodynamiczne przewidziane przez konstruktorów danego silnika na wypadek pracy w niestandardowych warunkach.
Proces ten można zasadniczo przeprowadzić na dwa sposoby:
- poprzez zastąpienie oryginalnego oprogramowania sterownika silnika oprogramowaniem specjalnie w tym celu zmodyfikowanym,
- poprzez instalację dodatkowego urządzenia (chipu) fałszującego informacje docierające do sterownika silnika (dotyczące np. temperatury).